# The Frozen Tears of Angels
The Frozen Tears of Angels – siódmy album studyjny wydany przez Rhapsody of Fire 30 kwietnia 2010 roku przez wytwórnię Nuclear Blast. Jest to pierwszy album wydany po długiej przerwie spowodowanej sporem prawnym między zespołem i poprzednią wytwórnią Magic Music Circle. Projekt okładki został stworzony przez kolumbijskiego artystę Felipe Machado Franco. Album jest kontynuacją sagi The Dark Secret Saga.

## Lista utworów
- Wszystkie teksty, narracja i The Dark Secret Saga są autorstwa Luca Turilli.
- Wszystkie utwory zostały skomponowane przez Luca Turilli i Alexa Staropoli z wyjątkiem utworów: Sea Of Fate, Lost In Cold Dreams oraz The Frozen Tears Of Angels skomponowanych przez Luca Turilli, Alexa Staropoli i Fabio Lione.
- Wszystkie klasyczne wstawki i orkiestrowe aranżacje skomponowane są przez Luca Turilli i Alexa Staropoli

| Nr                             | Tytuł                              | Czas  |
| ------------------------------ | ---------------------------------- | ----- |
| 1.                             | "Dark Frozen World"                | 2:13  |
| 2.                             | "Sea of Fate"                      | 4:47  |
| 3.                             | "Crystal Moonlight"                | 4:22  |
| 4.                             | "Reign of Terror"                  | 6:50  |
| 5.                             | "Danza di Fuoco e Ghiaccio"        | 6:24  |
| 6.                             | "Raging Starfire"                  | 4:54  |
| 7.                             | "Lost in Cold Dreams"              | 5:12  |
| 8.                             | "On the Way to Ainor"              | 6:58  |
| 9.                             | "The Frozen Tears of Angels"       | 11:15 |
| Bonus Tracks (Digipack)        |                                    |       |
| Nr                             | Tytuł                              | Czas  |
| 10.                            | "Labyrinth of Madness"             | 4:35  |
| 11.                            | "Sea of Fate" (Orchestral version) | 4:04  |
| Bonus Tracks (edycja japońska) |                                    |       |
| Nr                             | Tytuł                              | Czas  |
| 12.                            | "Immortal New Reign"               | 5:29  |

## Muzycy
- Luca Turilli – gitara
- Fabio Lione – wokal
- Alex Staropoli – instrumenty klawiszowe
- Patrice Guers – gitara basowa
- Alex Holzwarth – perkusja

- Dominique Leurquin – gitara podczas występów na żywo

### Goście specjalni
Narratorzy Zaczarowanych Krain:
- Król Czarodziej (The Wizard King): Christopher Lee
- Iras Algor: Toby Eddington
- Dargor: Stash Kirkbride
- Lothern: Christina Lee
- Khaas: Marcus D'Amico
- Tarish: Simon Fielding
- Eloin: Susannah York

- Gitara rytmiczna: Sascha Paeth
- Gitara akustyczna: Olaf Reitmeier
- Flet prosty: Manuel Staropoli
- Lutnia: Soeren Leupold

- Sopranowe partie solowe: Bridget Fogle
- Chór operowy: Bridget Fogle, Previn Moore
- Chór epicki: Fabio Lione, Thomas Rettke, Herbie Langhans, Simon Oberender, Robert Hunecke

### Produkcja
- Producenci: Luca Turilli and Alex Staropoli
- Inżynier, edycja: Simon Oberender
- Dodatkowy inżynier, edycja: Olaf Reitmeier, Sascha Paeth
- Mixing: Sascha Paeth
- Mastering: Miro

## Notowania
| Lista                   | Kraj       | Pozycja |
| ----------------------- | ---------- | ------- |
| PROMUSICAE              | Hiszpania  | 81      |
| ΕΕΠΗ                    | Grecja     | 11      |
| Sverigetopplistan       | Szwecja    | 53      |
| Ultratop 50             | Belgia     | 96      |
| Suomen virallinen lista | Finlandia  | 35      |
| SNEP                    | Francja    | 51      |
| Schweizer Hitparade     | Szwajcaria | 39      |
| Top 75                  | Austria    | 58      |